# Piazza Carlo di Borbone
Piazza Carlo di Borbone (fino al 2020 Piazza Carlo III) è una grande piazza situata a Caserta ed è dedicata a Carlo Re di Napoli, che fece costruire la Reggia di Caserta.
Grazie alle sue imponenti dimensioni pari a circa 130.000 m², la piazza è ritenuta essere la più estesa in Italia e fra le più grandi del mondo, sebbene sia dibattuto se possa essere considerata o meno una piazza propriamente detta o un giardino.

## Descrizione

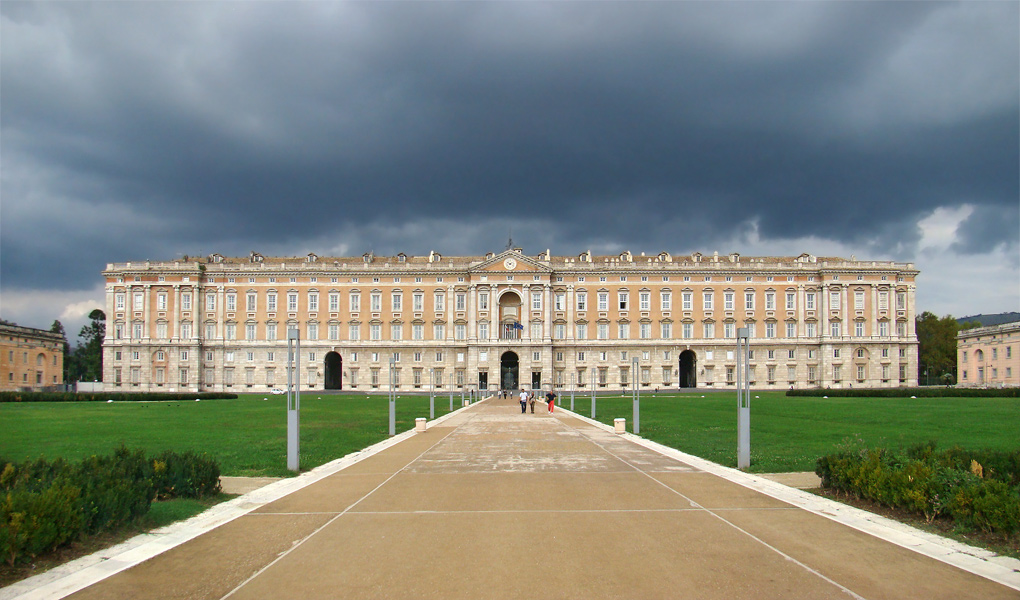
La Reggia di Caserta vista dal centro di Piazza Carlo III

La piazza, di forma ellittica, fu disegnata da Luigi Vanvitelli a metà del XVIII secolo nell'ambito del progetto per la Reggia di Caserta come il vertice da cui partono le cinque strade più importanti della città. Ai lati della piazza vi sono due emicicli presso cui erano ospitate le scuderie e i militari a difesa del palazzo reale.
All'inizio del XXI secolo, la piazza, prima intersecata da strade aperte alla circolazione veicolare, è stata sottoposta a un lungo intervento di restauro e riqualificazione allo scopo di farla tornare al progetto originale del Vanvitelli. L'area è stata resa interamente pedonale e la parte verde è stata ripiantumata con arbusti e alberi laddove mancanti e risistemata nell'impianto di illuminazione. La circolazione stradale è stata modificata e parzialmente interrata, e al di sotto della piazza è stato realizzato un parcheggio sotterraneo che serve anche la vicina stazione ferroviaria e può ospitare fino a 900 autovetture. Alla conclusione dei lavori nel 2009, con una solenne cerimonia, la piazza è stata inaugurata nella sua nuova veste che la rende più fruibile.
A Luglio del 2020 è stata rinominata da "Piazza Carlo III" a "Piazza Carlo di Borbone": si tratta dello stesso nobile, ma nella veste di Re di Napoli e non di Re di Spagna (col nome Carlo III) che ha segnato la sua partenza per la Spagna lasciando il figlio Ferdinando a Caserta.